# Ladispoli
Ladispoli är en ort och kommun i storstadsregionen Rom, innan 2015 provinsen Rom, i regionen Lazio i Italien. Kommunen hade 41 584 invånare (2018).